# Vaux-en-Beaujolais
Vaux-en-Beaujolais é uma comuna francesa na região administrativa de Auvérnia-Ródano-Alpes, no departamento de Ródano. Estende-se por uma área de 17,74 km². Em 2010 a comuna tinha 1 107 habitantes (densidade: 62,4 hab./km²).